# Tour Bretagne
La Tour Bretagne (Torre Bretagna in italiano), inaugurata nel 1976, è un palazzo situato nel centro di Nantes, in Francia, ed ospita uffici amministrativi. Si tratta del quarto grattacielo francese al di fuori di Parigi, dopo la Tour Incity, la Tour du Crédit Lyonnais a Lione e la torre CMA CGM a Marsiglia.

## Il progetto
Fu progettata dall'architetto Devorsine su richiesta dell'allora sindaco della città, André Morice.
Il progetto della torre è stato integrato al piano di ristrutturazione della place de Bretagne, diretta da Roux-Spitz, quando alla fine degli anni sessanta Nantes fu inserita tra le «metropoli d'equilibrio» del paese. La Torre di Bretagna doveva rappresentare la potenza economica della città ed esserne il suo nuovo  biglietto da visita.

## L'insuccesso
Nonostante ciò, la torre si rivelò un vero fiasco. In realtà rimase vuota per metà a causa dell'elevato costo dei suoi affitti, il ristorante al ventinovesimo piano dovette chiudere per ragioni tecniche, le visite libere della terrazza furono proibite a causa dei frequenti suicidi e nessuna attività commerciale si sviluppò ai piedi della torre, com'era inizialmente previsto. Per riempire i suoi 16.000 m², l'amministrazione comunale decise di trasferirvi i suoi uffici.

## Il rilancio
Nel 2012, in occasione della prima edizione dell'evento artistico Le Voyage à Nantes, la terrazza del trentaduesimo piano viene riaperta al pubblico dopo più di 10 anni di chiusura, accogliendo l'opera dell'artista Jean Jullien, Le Nid (in italiano Il Nido). Si tratta del "rifugio" di un gigantesco uccello bianco, mezzo cicogna e mezzo airone, il cui corpo circonda un bar tematizzato in cui tavoli e sedie hanno la forma di uova. Sullo stesso piano è inoltre possibile ammirare un panorama della città a 360°.

## Le caratteristiche

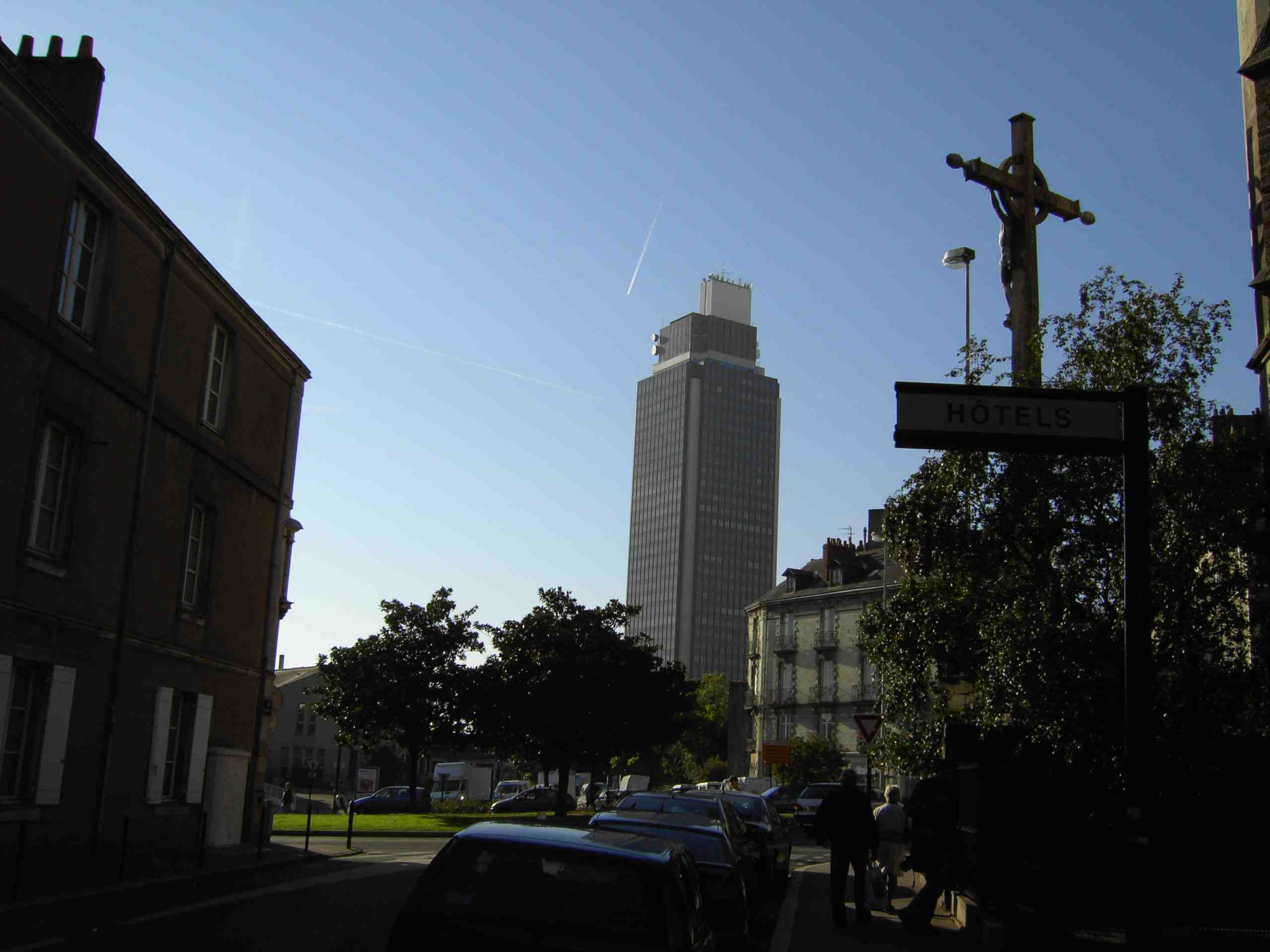
La Tour Bretagne a Nantes

La torre, che misura 144 metri, possiede otto ascensori, sette rampe di scale mobili e una riserva d'acqua di 90.000 litri sulla sua cima. Possiede inoltre sette piani adibiti a parcheggio, tre piani terra, un piano zero (che si situa a venti metri d'altezza sul Cours des 50 Otages) e ventinove piani occupati da uffici.

## Il rapporto con la città
I nantesi, dopo aver disprezzato a lungo il suo aspetto rigido e monolitico, sembrano ormai averla accettata. Ciò si può evincere da un certo numero di cartoline raffiguranti la torre, cosa del tutto inimmaginabile prima, e dal fatto che sia stata integrata nei circuiti turistici della città.